# Jože Ambrožič (pisatelj)
Jože Ambrožič, slovenski kemik in pisatelj, * 8. marec 1884, Žabja vas, Novo mesto, † 24. oktober 1923, Canonsburg, ZDA.
Rodil se je očetu Jožefu in materi Mariji (rojena Jeraj). Ambrožič je v ZDA končal študij kemije. Kot pisatelj pa je pisal povesti, novele in črtice za Glasilo Slovenske narodne podporne jednote ter Čas, Ameriški družinski koledar, Proletarca in Novo dobo. Kot pisatelja se Ambrožiča lahko prišteva med naprednega po svetovnem nazoru, ki je naklonjen slovenskemu delavskemu gibanju. Njegova dela z zgodovinsko, domoljubno in socialnoprotestno tematiko označujeta realistično, včasih črno-belo opisovanje. V Glasilu SNPJ oziroma Prosveti je med drugim objavil zgodovinski povesti s temo iz obdobja reformacije Zadnji brodar (1915) in Prekrščevalec (1916), zgodovinski povesti s temo iz obdobja Ilirskih provinc Za vero (1915) in Slika (1919). Tu je leta 1917 izšlo tudi polliterarno besedilo Zakaj ne verujem. Med našimi izseljenci v Ameriki je bil znan pod vzdevkom »Josip Jurčič ameriških Slovencev.«